# Фишгард
Фи́шгард (англ. Fishguard, валл. Abergwaun) — город в Уэльсе, Великобритания. В 1986 году входил в графство Дивед, а ныне входит в графство Пембрукшир.

## Транспорт
Расположен на пересечении автомагистралей A40 и A487 и имеет автомобильное сообщение с такими городами, как Кармартен, Хаверфордвест, Аберистуит и Кардиган. Помимо этого 1 миле к северо-западу от центра города расположен паромный порт, находящийся в заливе Кардиган. Примерно в 1840-х—1850-х годах Фишгард был конечным пунктом Южно-Уэльской главной линий, дальше грузы отправлялись паромами в Южную Ирландию.

## Спорт
В 1921—1964 годах в городе работал гольф-клуб.

## История
Здесь в 1797 году произошёл Фишгардский десант.

## Инфраструктура
В городе находится большое количество ресторанов и отелей, есть школа и церковь, парковка и АЗС.